# Stig Carlson
Stig Einar Carlson, född 7 augusti 1920 i Falköping, död 8 februari 1971 i Brännkyrka församling, Stockholm, var en svensk författare, litteraturkritiker och redaktör.

## Biografi
Föräldrar var byggnadsarbetaren Einar Carlson och Judith Johansson. Efter studier vid Viskadalens folkhögskola 1940 arbetade Carlson som frisör, och var litteraturkritiker vid Arbetet, Morgon-Tidningen och Motala Tidning. Han var redaktör för tidskriften Poesi 1948–1951 och grundade FIB:s Lyrikklubb 1952, samt redigerade lyrikklubbens tidskrift Lyrikvännen från dess grundande 1954 till sin död 1971.
Stig Carlson var från 1942 gift med Maj-Britt Ljungkvist (1920–2014). Makarna Carlson är begravda på Skogskyrkogården i Stockholm.

### Samlingsvolymer och urval
- Till minnet av en morgondag : dikter 1945-1956. FIB:s lyrikklubbs bibliotek, 0425-5232 ; 51. Stockholm: Folket i Bild. 1959. Libris 1260271
- Dikter. Stockholm: Författarcentrum. 1968. Libris 1279442
- Då, nu, sedan : dikter i urval / med förord av Artur Lundkvist. En PAN-bok, 99-0104304-2. Stockholm: PAN/Norstedt. 1969. Libris 12360
- Dikter 1945-1971 / i urval av Stig Sjödin och med inledning av Petter Bergman. FIB:s lyrikklubbs årsbok, 0348-0534 ; 1972 FIB:s lyrikklubbs bibliotek, 0425-5232 ; 155. Stockholm: FIB:s lyrikklubb. 1971. Libris 23696

## Priser och utmärkelser
- 1951 – Boklotteriets stipendiat
- 1954 – ABF:s litteraturpris
- 1960 – Boklotteriets stipendiat
- 1965 – Tidningen Vi:s litteraturpris
- 1967 – Litteraturfrämjandets stipendiat
- 1969 – Litteraturfrämjandets stipendiat
- 1969 – Zornpriset